# Oswald Lange

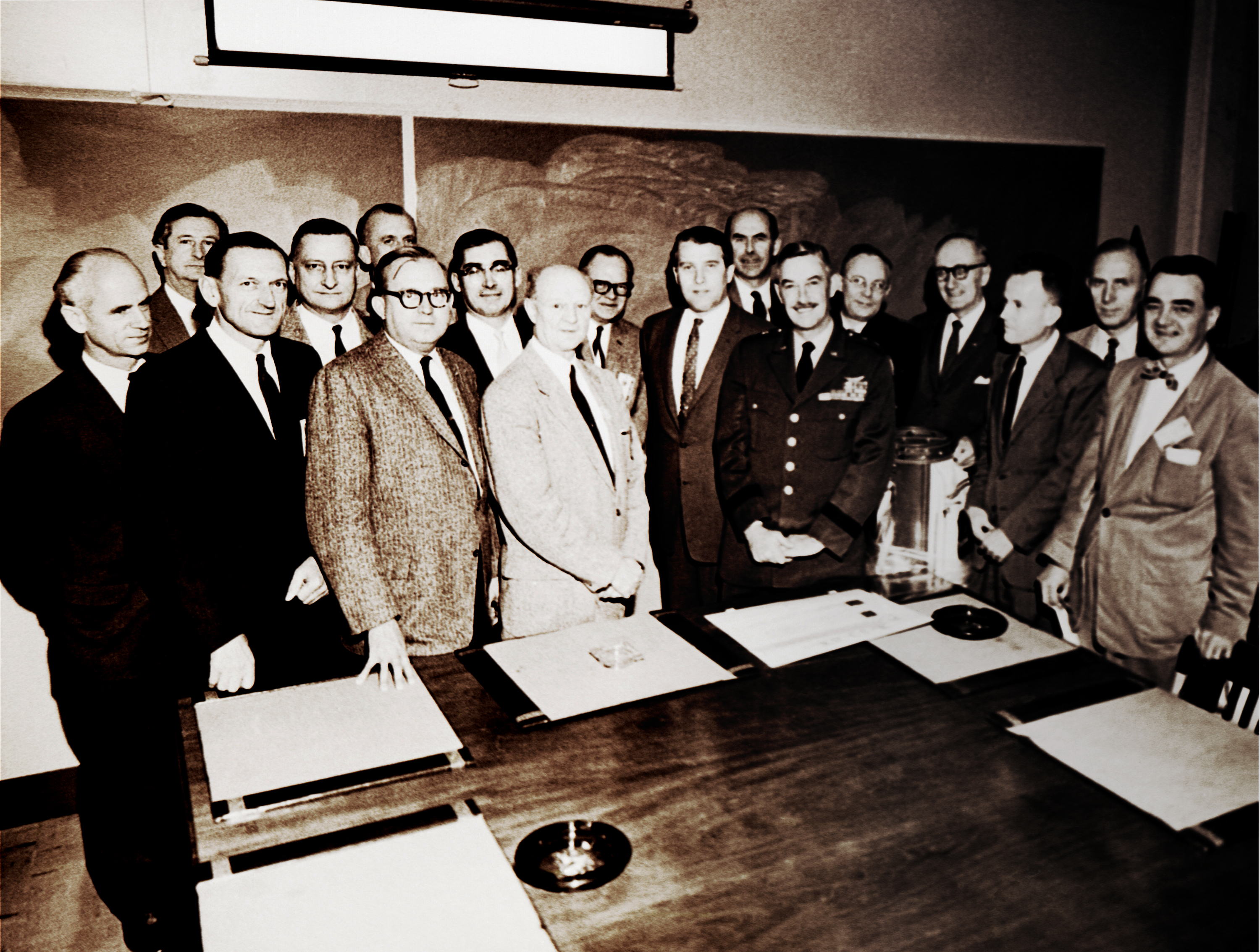
Wernher von Braun und Mitarbeiter im Herbst 1959 in Huntsville (Alabama). Auf der Fotografie sichtbar: Ernst Stuhlinger, Friedrich von Saurma, Fritz Müller, Hermann Weidner, Erich W. Neubert (teilweise verdeckt), Willy Mrazek, Karl Heimburg, Arthur Rudolph, Otto Hoberg, von Braun, Oswald Lange, General Bruce Medaris, Helmut Hölzer, Hans Maus, Ernst Geissler, Hans Hüter und George Constan.

Oswald Hermann Lange (* 1. Juni 1912 in Haynau, Schlesien; † 20. Februar 2000 in Bluffton, South Carolina) war ein deutsch-amerikanischer Luft- und Raumfahrtingenieur und Leiter des Saturn-V-Projektes.

## Leben
Oswald Lange ging in Haynau zur Schule. Er erreichte einen Diplom-Abschluss an der Universität Breslau in Mathematik, Physik und Chemie und einen Doktor der Ingenieurwissenschaften an der TU Berlin. Lange arbeitete im Heinrich-Hertz-Institut als Assistent in der Elektronischen Forschung.

## Werdegang
Von 1940 bis 1945 arbeitete er in der Heeresversuchsanstalt Peenemünde und half bei der Entwicklung der A4 und bei der Wasserfall-Rakete mit. Er gehörte zu den Mitgliedern der Mannschaft für die Raketenentwicklung um Wernher von Braun. Nach dem Krieg arbeitete er 1947 bei der Royal Aircraft Establishment und emigrierte 1954 in die USA. 1959 bekam er die US-Staatsbürgerschaft und war von 1959 bis 1963 Leiter der Projekte Saturn I, Saturn IB und Saturn V. Bis zu seinem Ruhestand war Lange leitender Wissenschaftler des Nike-Programms und verschiedener Sicherheits- und Raketenabwehrsysteme.
1977 verließ er die NASA und ging in den Ruhestand.